# Leila Sharaf
Artykuł ten został zgłoszony do umieszczenia na stronie głównej w rubryce „Czy wiesz”.
Pomóż nam go sprawdzić: oceń zgłoszoną nominację.
Leila A. Sharaf (ur. 1940 w Bejrucie) – jordańska polityczka. Pierwsza kobieta wybrana do Parlamentu Jordanii, gdy w 1989 roku objęła mandat w Senacie Jordanii.

## Życiorys

### Młodość, edukacja i kariera zawodowa
Jej rodzina należy do grupy wyznaniowej druzowie. Urodziła się w Bejrucie w 1940 roku.
W 1959 roku ukończyła studia na Uniwersytecie Amerykańskim w Bejrucie, uzyskując dyplom Bachelor of Arts na kierunku literatura arabska. W 1965 roku uzyskała dyplom Master of Arts na tym samym kierunku. W latach 1962–1965 pracowała jako prezenterka w lokalnej stacji telewizyjnej. W latach 1967–1976 mieszkała w Stanach Zjednoczonych, w czasie gdy jej mąż pełnił funkcję ambasadora Jordanii w Waszyngtonie oraz ambasadora Jordanii do Organizacji Narodów Zjednoczonych.

### Działalność polityczna
W styczniu 1984 roku została drugą kobietą powołaną do rady ministrów Jordanii, gdy objęła stanowisko ministry ds. kultury i informacji. Stanowisko to sprawowała do 1985 roku. Wcześniej jej mąż był ministrem ds. informacji w latach 1965–1967. Zrezygnowała po zaledwie kilku miesiącach, w proteście wobec polityki rządu, która jej zdaniem ograniczała wolność prasy w kraju. Została pierwszą ministrą jordańskiego rządu, która złożyła rezygnację od blisko trzech dekad.
W 1989 roku została wybrana do Senatu Jordanii. Stała się pierwszą kobietą będącą członkinią parlamentu w historii kraju. Mandat sprawowała tylko w 1989 roku oraz ponownie w latach 1993–1994 i w 2011 roku. Pierwszą kobietą wybraną do parlamentu Jordanii w wyborach powszechnych została Tudżan al-Fajsal, wybrana jako jedyna kobieta do Izby Reprezentantów Jordanii w wyborach generalnych w 1993 roku. W 2011 roku zrezygnowała ze stanowiska w senacie w proteście wobec odwołania jej syna, Farisa Sharafa, ze stanowiska prezesa Banku Centralnego Jordanii po 10 miesiącach jego kadencji.

### Pozostała działalność
Pomiędzy 1967–1972 została przewodniczącą Islamic Women’s Association. Od 1981 roku zasiada jako powierniczka w radzie powierniczej Uniwersytetu Amerykańskiego w Bejrucie, od 2010 ze statusem emeritus. Jest przewodniczącą rady powierniczej Uniwersytetu Filadelfijskiego w Ammanie. Była przewodniczącą Królewskiego Towarzystwa Ochrony Przyrody, wiceprzewodniczącą komitetu organizacyjnego Jerash Festival, zasiadała również w radzie King Hussein Foundation oraz United Nations University. Była członkinią Cultural Islamic Association.

### Życie prywatne
Jej mężem do swojej śmierci w lipcu 1980 roku był Abdelhamid Sharaf (pobrali się w 1965 roku), premier Jordanii w latach 1979–1980. Mieli dwójkę dzieci. Mówi w języku arabskim, języku angielskim, języku francuskim, języku hiszpańskim oraz zna podstawy hebrajskiego.
Jej syn, Faris Sharaf, był prezesem Banku Centralnego Jordanii w latach 2010–2011.